# Callistola subvirida
Callistola subvirida es un insecto coleóptero de la familia Chrysomelidae.
Fue descrita científicamente por primera vez en 1963 por Gressitt.